# 小行星2690
小行星2690（2690 Ristiina）是一颗围绕太阳公转的小行星。1938年2月24日，爾約·維薩拉在图尔库发现了此天体。
該小行星以芬蘭的城市里斯蒂納命名。
这颗小行星的绝对星等为260.151042833982等。